# SS Pennarossa
Società Sportiva Pennarossa Calcio – sanmaryński klub piłkarski z siedzibą w Chiesanuova. Klub powstał w 1968 roku. Obecnie występuje w Campionato Sammarinese.

## Sukcesy
- Campionato Sammarinese di Calcio: 1

2003/04
- Coppa Titano: 2

2004, 2005
- Trofeo Federale: 1

2003

## Europejskie puchary
Legenda do wszystkich tabel:
- Q – runda eliminacyjna, 1/16, 1/8, 1/4, 1/2 – odpowiednia faza rozgrywek, Grupa – runda grupowa, 1r gr – pierwsza runda grupowa, 2r gr – druga runda grupowa, F – finał, R – runda, PO – play-off
- k. – rzuty karne, los. – losowanie, Dogr. – dogrywka, w. – zasada bramek strzelonych na wyjeździe

| Sezon   | Rozgrywki   | Runda | Klub           | Dom | Wyjazd | Ogólnie |
| ------- | ----------- | ----- | -------------- | --- | ------ | ------- |
| 2004/05 | Puchar UEFA | 1Q    | FK Željezničar | 1–5 | 0–4    | 1–9     |